# 리티엔바오
리티엔바오(베트남어: Lý Thiên Bảo / 李天寶 이천보, 499년 ~ 555년)은 베트남 전 리 왕조의 군주(재위: 548년 ~ 555년)이다.

## 생애
전 리 왕조를 수립한 리비의 큰형으로, 548년에 리비가 죽자 뒤를 이어 다오랑브엉(베트남어: Đào Lang Vương / 桃郞王 도랑왕)이라고 칭하고 국호를 자넝(Dã Năng, 野能)이라 고친 뒤 양나라가 보낸 진패선의 토벌군과 싸웠으나 패배하였다.
550년, 양나라에서 후경이 반란을 일으키자 진패선은 돌아갔고 교주 지역은 비게 되었다. 이에 리티엔바오는 용편(龍編)을 다시 점령하였다.
555년, 리티엔바오가 죽자 그 부하 리펏뜨가 뒤를 이었다.